# Walter Vinson
Walter Vinson (Bolton, Mississippi, 1901. február 2. – Chicago, Illinois, 1975. április 22.) amerikai Memphis blues gitáros, énekes, dalszerző. Tagja volt a Mississippi Sheiks együttesnek, dolgozott Bo Chatmonnal és annak fivéreivel. Közösen írta a blues standard "Sitting on Top of the World" című számot. Tévesen Walter Vincson vagy Walter Vincent néven említik. Néha egyes felvételeken használta a Walter Jacobs nevet, az anyja leánykori neve után.

## Életrajza
Vinson Boltonban született (Mississippi állam) itt nőtt fel mint zenész. Ritkán zenélt egyedül, többnyire duett, trió vagy csoport tagjaként lépett fel.
Dolgozott Son Spand, Rubin Lacey, Charlie McCoy zenészekkel az 1920-as években. 1928-ban összeállt Lonnie Chatmonnal, hogy létrehozzák a Mississippi Sheiks formációt. A Sheiks, valamint a kapcsolódó csoportok, mint például a Mississippi Mud Steppers, a Mississippi Hot Footers és a Blacksnakes száz felvételt rögzített az 1930-as évek első felében. Többek között (valószínűleg Vinson eredeti kompozíciói), a "The World Is Going Wrong", a "I've Got Blood in My Eyes for You" (1931) (mindkettőt Bob Dylan is játszotta), vagy a "Sales Tax" (1934). Vinson állítása szerint a "Sitting on Top of the World" című számot egy reggel írta, miután játszott egy fehér bulin (Greenwood, Mississippi).
Miután a Sheiks szétvált 1933-ban, Vinson különféle helyekre költözött az Egyesült Államokban, és különböző zenészekkel játszott, köztük volt Leroy Carter és Mary Butler. Jacksonból (Mississippi) New Orleansba költözött, majd végül Chicagóba. Az 1940-es évek közepén a blues klubokban egyre kevesebbet játszott. Hosszú szünet után 1960-ban ismét felbukkant, mint előadó. Játszott zenei fesztiválokon, és további zeneszámokat rögzített a következő évtizedben. Az artériái állapota rövidítették a nyilvános szereplést. Betegsége 1972-ben arra kényszerítette, hogy egy chicagói idősek otthonába menjen.
Vinson Chicagóban halt meg 1975-ben, amikor 74 éves volt. A Holy Sepulchre Cemetery-ben temették el (Alsip, Illinois), ami egy jelöletlen sír volt 2009-ig.
2004-ben a Mississippi Sheiks-t beiktatták a „Mississippi zenei hírességek Csarnokába”. A "Sitting on Top of the World" című számot beiktatják a Grammy Hall of Fame-be 2008-ban.
2009-ben Steve Salter egy koncertet szervezett, a Killer Blues nonprofit szervezet keretében, hogy a befolyt összeget egy sírkő felállítására fordítsa Vinson sírja számára. A koncertet a Howmet Playhouse Theaterben tartották (Whitehall, Michigan), amin olyan blues zenészek szerepeltek, mint Thomas Esparza és Lonnie Blonde. A rendezvény sikeres volt, a sírkövet 2009 októberében helyezték el.

## Diszkográfia
| Megjelenés éve | Album címe                          | Kiadó            |
| -------------- | ----------------------------------- | ---------------- |
| 1991           | Complete Recorded Works (1928-1941) | Document Records |

## Lásd még
- Memphis blues zenészek listája

## Fordítás
- Ez a szócikk részben vagy egészben  a   Walter Vinson című angol Wikipédia-szócikk fordításán alapul.  Az eredeti cikk szerkesztőit annak laptörténete sorolja fel. Ez a jelzés csupán a megfogalmazás eredetét és a szerzői jogokat jelzi, nem szolgál a cikkben szereplő információk forrásmegjelöléseként.